# Émile Sarrau
Émile Sarrau (né à Perpignan le 24 juin 1837 et mort à Saint-Yrieix-la-Perche (Haute Vienne), le 10 mai 1904) est un mécanicien et chimiste français. L’essentiel de sa carrière s’est déroulée au Dépôt central des poudres et salpêtres. Ses recherches portent sur les ondes de choc et sur les effets des explosifs ; il a aussi développé de nouveaux explosifs. 
Son nom est aussi associé au « nombre de Sarrau », autrement dit nombre de Mach.

## Biographie
Fils d’un proviseur de lycée, Émile Sarrau réussit le concours de l’École polytechnique en 1857 et sort deux ans plus tard dans le corps des Poudres et salpêtres. Il devient directeur du Dépôt central et de l'École des poudres et salpêtres en 1878, succédant à Louis Roux. Il est aussi professeur de mécanique de l’École polytechnique de 1884 à 1903.
Émile Sarrau est élu le 24 mai 1886 à l’Académie des sciences, dans la section de mécanique.
Lors de l’Exposition universelle de 1900, il préside la classe de l’Aérostation.

## Publications
- Émile Sarrau, Recherches théoriques sur les effets de la poudre et des substances explosives, vol. 2, Paris, C. Tanera, 1874-1875.
- Émile Sarrau, « Formules pratiques des vitesses et des pressions dans les armes », Mémorial de l'artillerie de la marine, vol. 28,‎ 1877.
- Émile Sarrau, Recherches théoriques sur le chargement des bouches à feu, précédées de deux mémoires sur une Formule monome des vitesses dans les armes et sur une Formule de la pression maximum, Paris, Gauthier-Villars, 1882, 98 p. (lire en ligne)
- Émile Sarrau, Cours de mécanique : 1re division, 1883-84, Paris, École polytechnique, texte en ligne disponible sur LillOnum
- Émile Sarrau, École polytechnique, 2e division, 1888-89. Cours de mécanique et machines, Angers, impr. de Burdin, s. d., 356 p.
- Émile Sarrau, « Notions sur la théorie de l'élasticité », Nouvelles Annales de mathématiques, 3e série, vol. 7,‎ 1888, p. 503-552 (lire en ligne).
- Émile Sarrau, Cours de mécanique et machines : 2e division, 1888-89, Paris, École polytechnique, texte en ligne disponible sur LillOnum
- Émile Sarrau, Notions sur la théorie des quaternions, Paris, Gauthier-Villars, 1889, 46 p.
- Émile Sarrau, Édouard Caspari; Georges Simart, Cours de mécanique et machines, 1890-92, Paris, École Polytechnique,
- Émile Sarrau, Cours d'artillerie. 2e partie, 1re et 2e sections. Poudres de guerre, balistique intérieure, Fontainebleau, École d'application de l'artillerie et du génie, 1893, 127 p.
- Émile Sarrau, « Théorie des explosifs », Mémorial des poudres et salpêtres, vol. 7,‎ 1894, p. 148-233 (lire en ligne).